# Morangis (Marne)
 Morangis  es una población y comuna francesa, en la región de Champaña-Ardenas, departamento de Marne, en el distrito de Épernay y cantón de Avize.

## Demografía
| 89 | 96 | 127 | 199 | 245 | 220 |
| Para los censos de 1962 a 1999 la población legal corresponde a la población sin duplicidades (Fuente: INSEE [Consultar]) |    |     |     |     |     |